# Tetracontan
Tetracontan er en fællesbetegnelse for en alkan, som har formlen C40H82
| Naturvidenskab | Spire Denne naturvidenskabsartikel er en spire som bør udbygges. Du er velkommen til at hjælpe Wikipedia ved at udvide den. |